# Майдан-Гаевска, Иоанна
Иоанна Майдан-Гаевска (пол. Joanna Majdan-Gajewska, ур. Майдан; род. 9 июня 1988, Кошалин) — польская шахматистка, гроссмейстер среди женщин (2009).

## Биография
Многократный призер чемпионатов Польши по шахматам среди девушек, в которых побеждала в 2002 году в возрастной группе U14, в 2004 году в возрастных группах U16 и U20, в 2006 и в 2008 годах в возрастной группе U20. Представляла свою страну на юношеских чемпионатов мира по шахматам в различных возрастных группах, в которых в 2002 году была третьей в возрастной группе U14, в 2004 году была второй в возрастной группе U16 и в 2005 году была третьей в возрастной группе U18.
На чемпионатах Польши по шахматам среди женщин завоевала две серебряные (2008, 2012) и бронзовую (2009) медаль. В 2013 году в Вроцлаве поделила первое место в мемориале Кристины Радзиковской.
Представляла сборную Польши на крупнейших командных турнирах по шахматам:
- в шахматных олимпиадах участвовала три раза (2006—2000). В индивидуальном зачете завоевала золотою (2008) медаль;
- в командном чемпионате мира по шахматам участвовала в 2009 году и в индивидуальном зачете завоевала серебряную медаль;
- в командных чемпионатах Европы по шахматам участвовала четыре раза (2009—2015). В командном зачете завоевала серебряную (2011) и бронзовую (2013) медаль. В индивидуальном зачете завоевала две золотые медали (2009, 2015).